# Lonicera fargesii
Lonicera fargesii är en kaprifolväxtart som beskrevs av Adrien René Franchet. Lonicera fargesii ingår i släktet tryar, och familjen kaprifolväxter. Utöver nominatformen finns också underarten L. f. setchuenensis.